# Opogona sultana
Opogona sultana är en fjärilsart som beskrevs av Edward Meyrick 1911. Opogona sultana ingår i släktet Opogona och familjen äkta malar.
Artens utbredningsområde är Seychellerna. Inga underarter finns listade i Catalogue of Life.